# Порцеляна

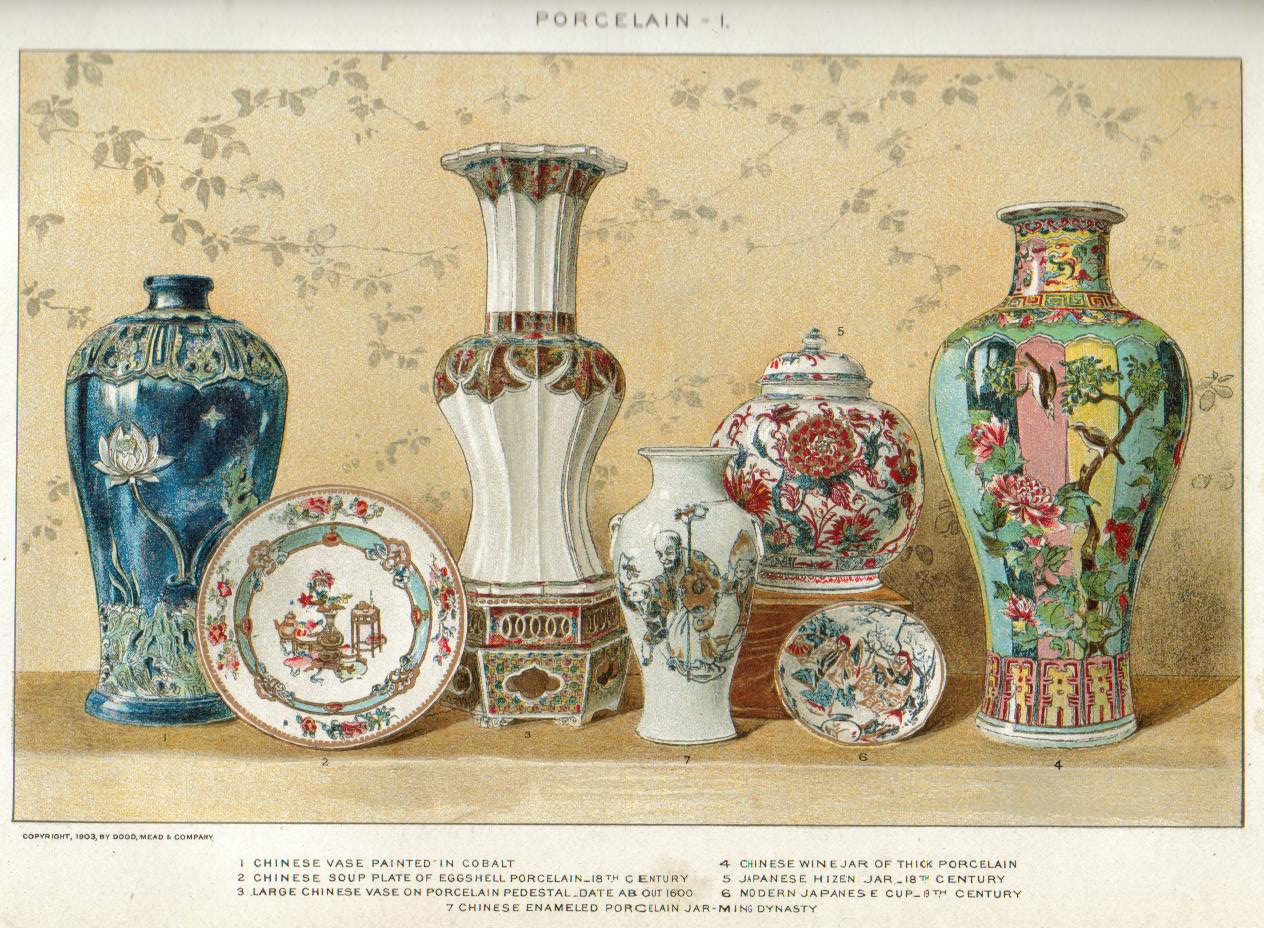
Китайська порцеляна

Порцеля́на, фа́рфо́р — один із видів тонкої кераміки — білий матеріал.
Це матеріал, що здебільшого складається з SiO2, Al2O3 i K2O. Як сировину для добування використовують білу глину — каолін, кварцовий пісок і польовий шпат (K2O·Al2O3·6SiO2).
Порцеляну отримують високотемпературною термічною обробкою цієї суміші. З розвитком техніки з'явились різновиди порцеляни: цирконієва, глиноземна, літієва тощо.
Порцеляна має невелику пористість, через що вона непроникна для газу та води, має доволі високу механічну міцність, термостійкість, електроізоляційні властивості. На зламі має склоподібний вигляд, що спікся. Цінується порцеляна, яка просвічується на світлі.

## Назва
Слово порцеляна походить від староіталійського porcellana — назви молюска Concha Veneris. Семантичне перенесення сталося у зв'язку з подібністю порцеляни до напівпрозорого вигляду його мушлі (черепашки).
Варіант фарфор через посередництво тур. farfur від араб. farfūrĭ, faγfūri («порцеляна», первісно «син Неба», титул китайського імператора).

## Використання
Із порцеляни виготовляють посуд, санітарно-технічні вироби, електроізолятори, предмети побуту, художні вироби, зубні протези.

## Історія
Порцеляна вперше була отримана в 620 році у Китаї. Порцеляна мала великий попит в країні, тому виникло декілька порцелянових центрів і її різновидів:
- Селадон
- Санкай тощо.

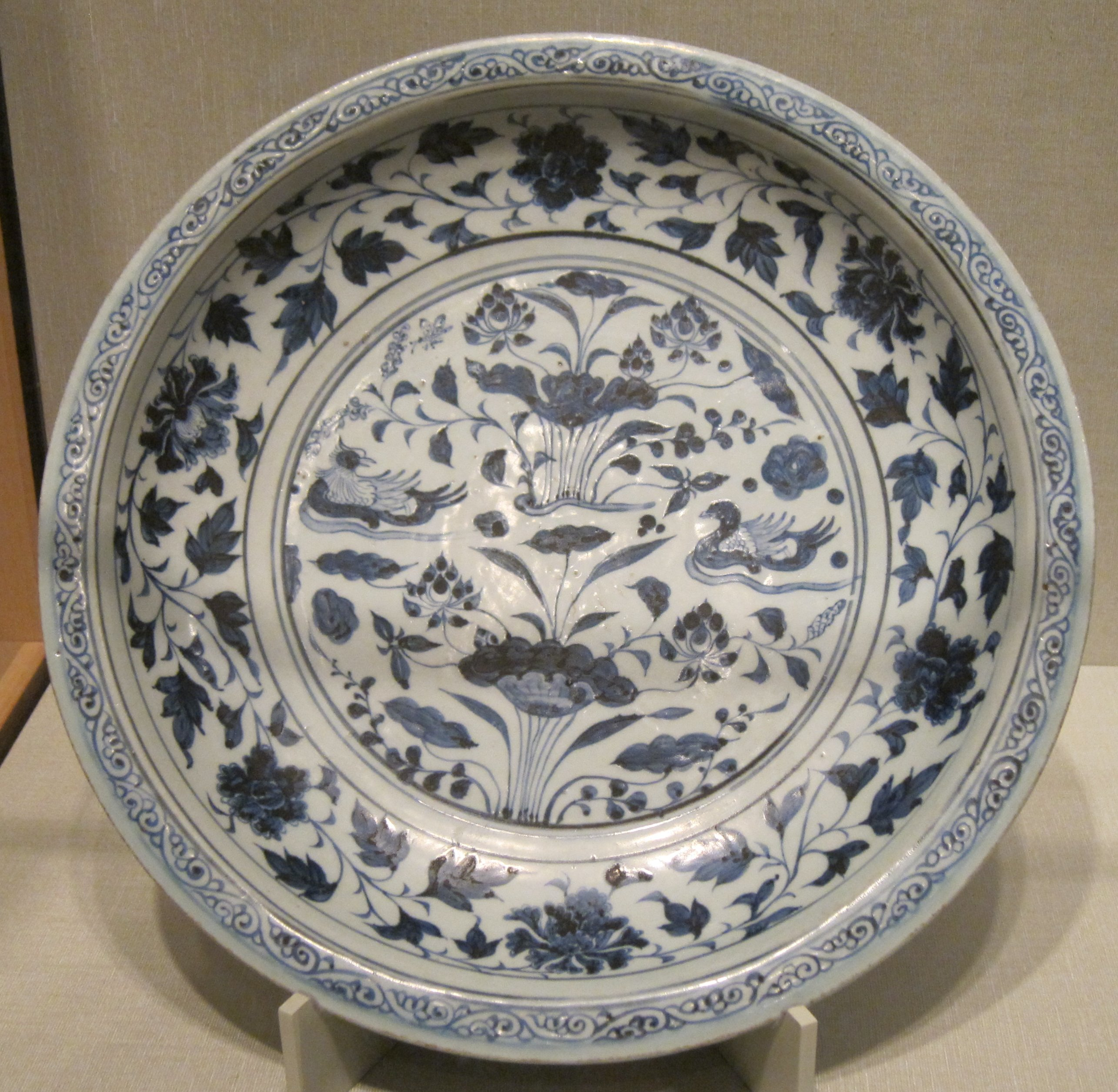
Таріль, династія Юань. 14 ст. Галерея мистецтв Фрір, Вашингтон.
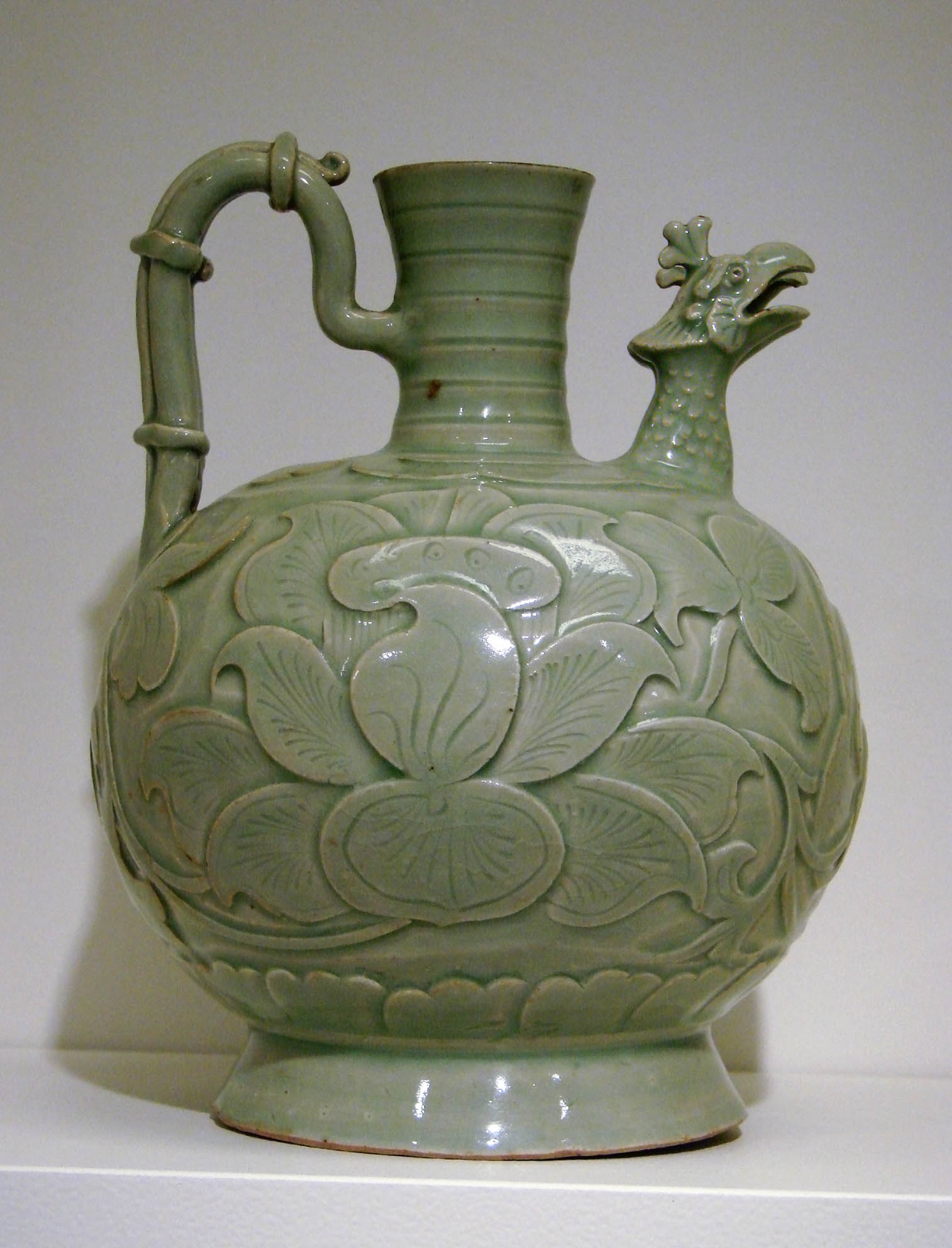
Порцеляна Китаю династії Північна Цинь, селадон 10 ст., музей Гіме, Париж.
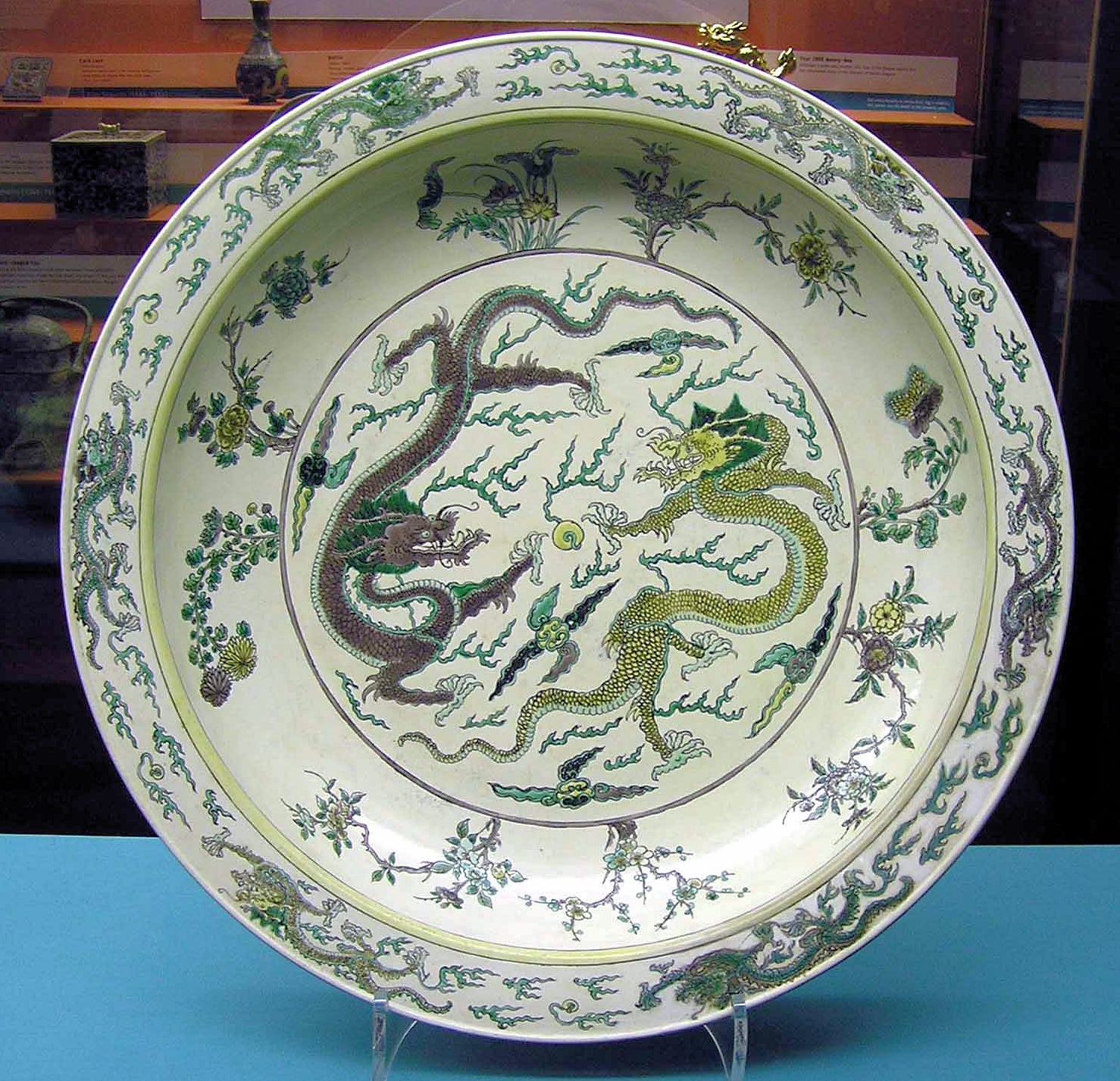
Китайська порцеляна династії Канхі (1662-1722), Бристоль, музей

Відомий центр видобутку каоліну — місто Цзіндечжень в Китаї, що є відомим центром виробництва порцеляни з сивої давнини. Уява про китайську порцеляну в Європі сформована на виробах порцеляни майстерень Дзіньдечженя.
Через 500 років сусіди корейці налагодили виробництво так званої твердої порцеляни: вироби із білої глини піддавалися високотемпературному обпалюванню. Ще через 500 років секретом порцеляни заволоділи японці. Склад твердої порцеляни, винайденої китайцями ще в VI столітті, так і не був розкритий. Китайці століттями берегли таємницю й удосконалювали свою порцеляну. У Європу китайську порцеляну завезли португальські мореплавці.

### Європа

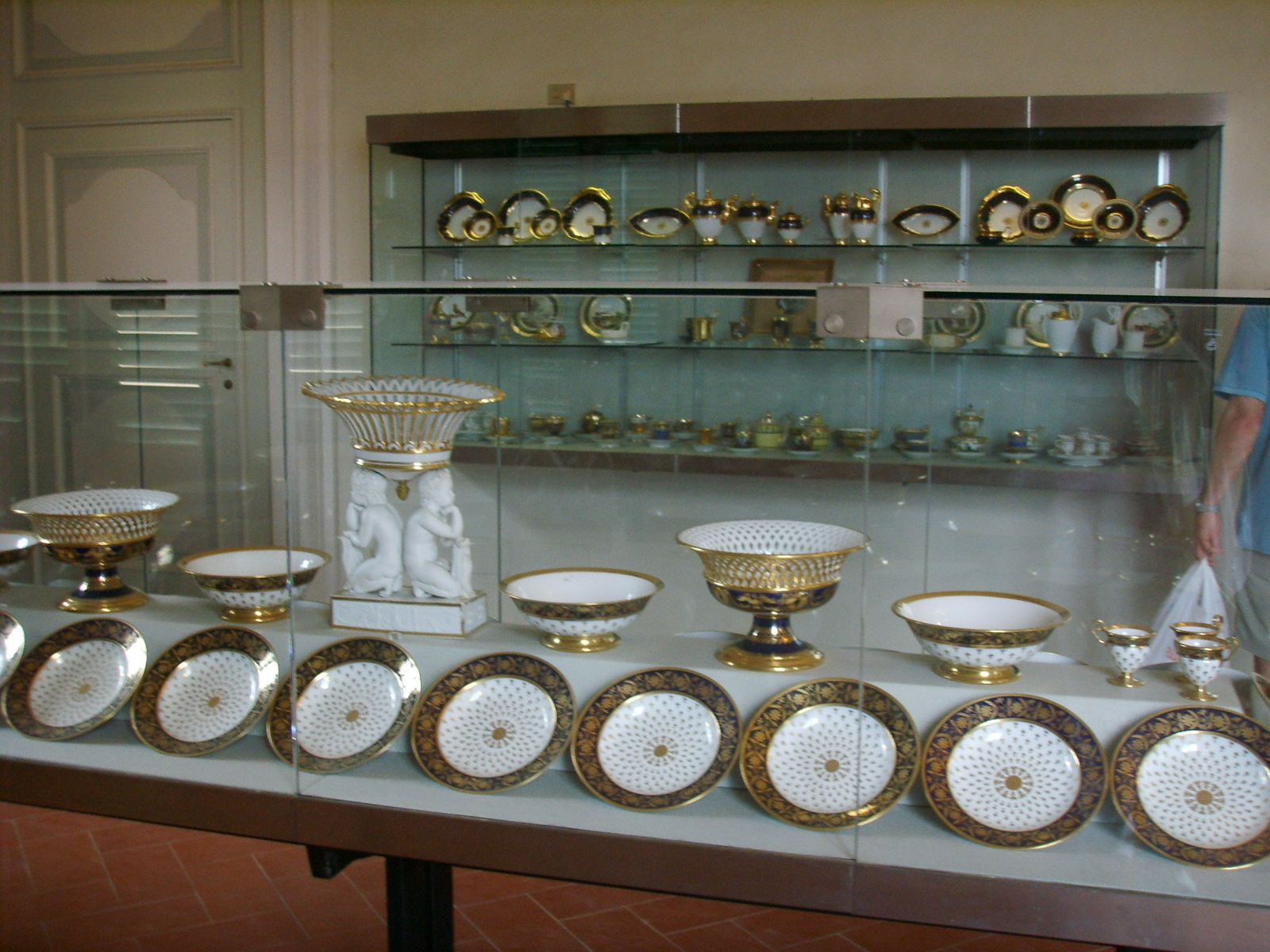
Музей порцеляни Флоренції. Порцеляна Севра, Франція.

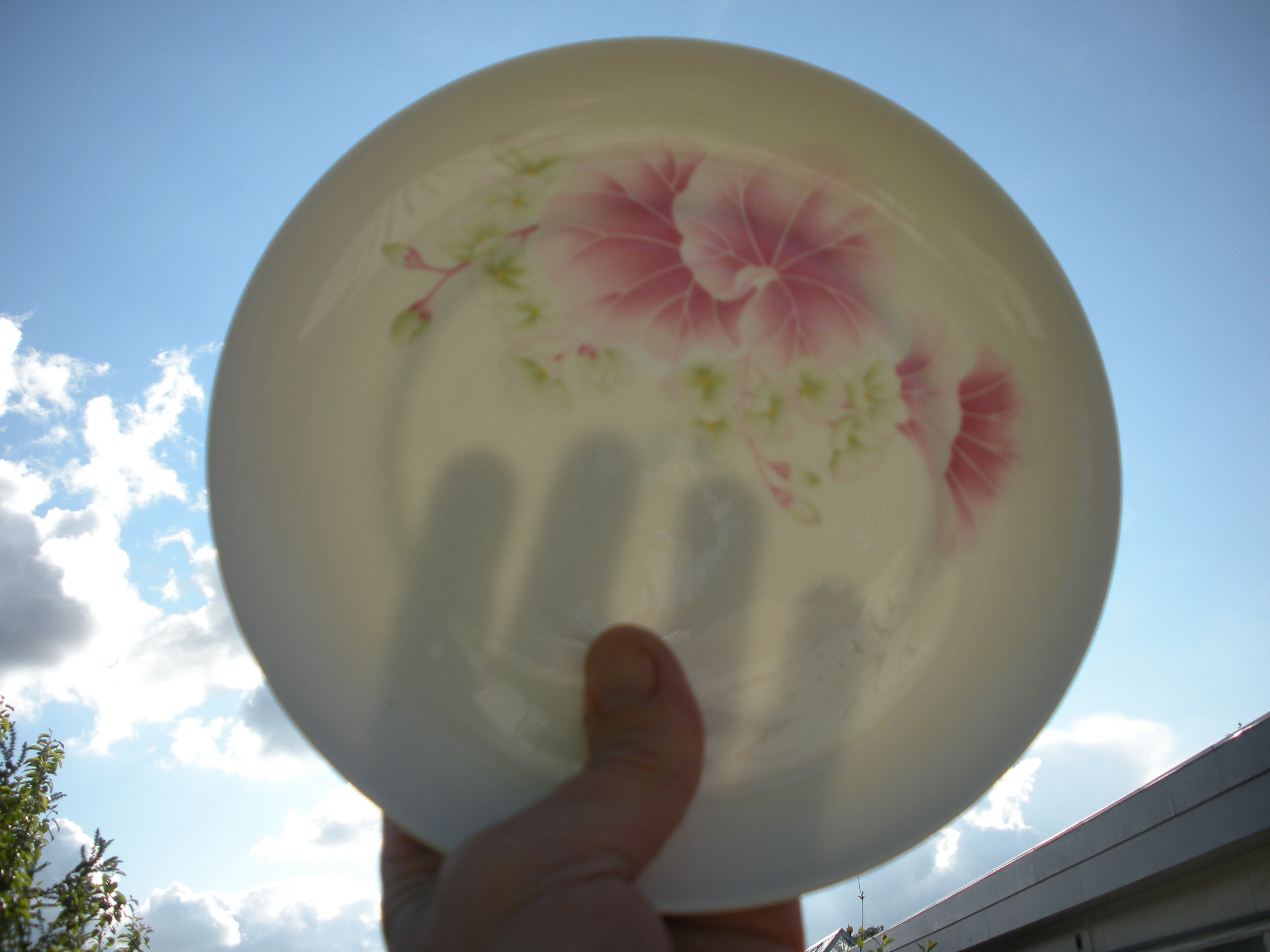
Напівпрозорість справжньої порцеляни

Спосіб її виготовлення довго залишався таємницею. Східні порцелянові вироби були великою рідкістю в Європі ще до XV століття. Вони потрапляли хіба що до королівських дворів як подарунки або хабарі європейським монархам. В епоху Відродження Європа користувалася посудом, виготовленим із м'якої порцеляни. Він був на вигляд дуже естетичним, але надзвичайно крихким та недовговічним. Спроби викрасти формулу твердої порцеляни робили ще з часів Марко Поло, який прожив у Китаї 17 років, але так нічого й не вивідав. Він привіз першу звістку про порцеляну в Європу після повернення з Китаю в 1298 році. Історія пам'ятає також місіонера Франсуа Ксав'єра Антреколла, який проповідував християнство у Китаї на початку XVII ст. і за сумісництвом шпигував за порцеляновим виробництвом.
У XVIII столітті важкий олов'яний, золотий, срібний посуд вийшов з моди королівських дворів і вимоги до легкої білосніжної порцеляни ставали все наполегливішими.

### Порцеляна Медичі
У XV столітті почались спроби отримання своєї, європейської порцеляни. Відомо, що в 1470 році серпанковий керамічний посуд був виготовлений венеційським майстром. А наприкінці XVI століття у Флоренції при дворі Медичі вдалось отримати «м'яку порцеляну», яку назвали «Медичі-порцеляною». Вироби з неї були прозорими, але мали жовтуватий відтінок. Тоді ж була отримана й імітація порцеляни — особливий вид непрозорого скла, яке, втім не було дуже міцним і стійким до термообробки.

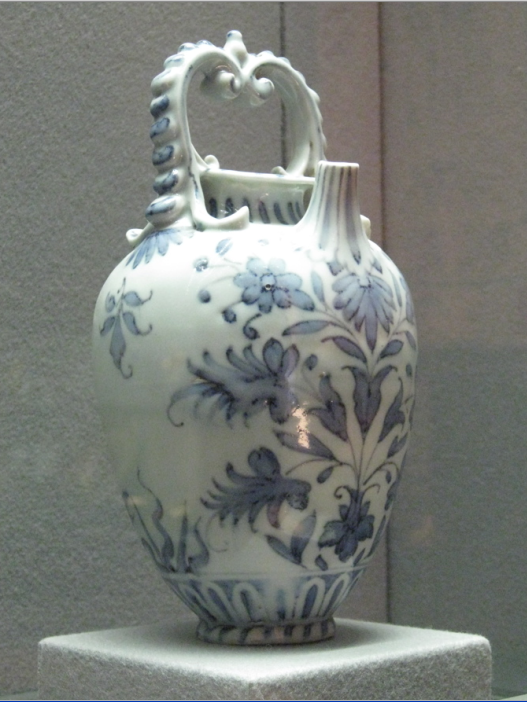
Порцеляна Медічі, Лувр, Париж.

В Італії 1575 року за розпорядженням великого герцога тосканського Франческо I ді Медічі влаштовується мануфактура м'якої порцеляни в знаменитих флорентійських садах Боболі. Так звана порцеляна Медичі, що за своїми властивостями займає середину між твердою і м'якою порцеляною, була хоч і прозора завдяки білій глині з Віченци, але жовтувата, і тому глазур застосовувалася біла, вже знана з майолічного виробництва. Збереглося приблизно 50 автентичних речей — тарілок, блюд, таць, польових і прочанських фляг, ваз, умивальників і глечиків. Декоровані вони або стилізованими квітами на взірець декору на перській кераміці, або гілками та запозиченими з сучасної італійської кераміки гротесками з птахами, чотириочками та маскаронами, тоді як виконаний декор кобальтом, іноді в поєднанні з синювато-ліловою фарбою з окису марганцю. Марка на порцеляні Медічі — «F» і над нею баня флорентійського собору — синя.
Мануфактура діяла до першої чверті XVII століття включно. Після неї були інші спроби: в Англії (д-р Дуайт і Франсис Плейс, друга половина XVII ст.) і у Франції (Руан, Сен-Клу).

### Хронологічна послідовність виникнення порцелянових мануфактур в Європі
- 1710 р. — Майсен (Майсенська порцеляна)
- 1719 р. — Відень(Віденська порцеляна Аугартен)
- 1738 р. — Севрська порцелянова мануфактура
- 1744 р. — Петербург
- 1751 р. — Берлін
- 1775 р. — Данська Королівська порцелянова мануфактура Royal Copenhagen.
- 1811 р. Ходов (Чеська старорожева порцеляна)

### Саксонія, Дрезден, Майсен

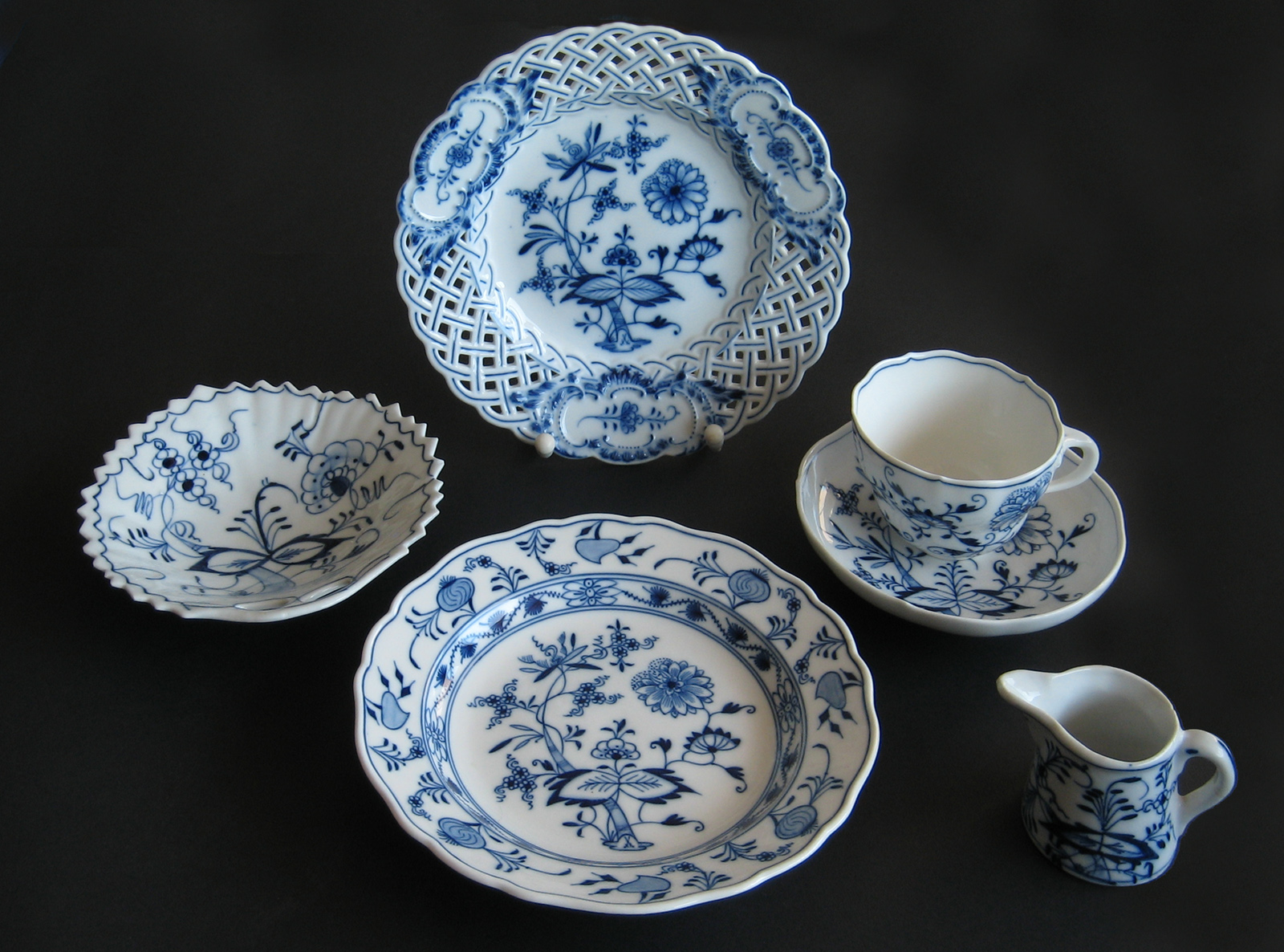
Порцеляна з Майсена

Справжнім переворотом в історії західноєвропейського порцелянового виробництва було те, що в 1708 році саксонським експериментаторам Чирнгаузу і Беттгеру вдалося отримати першу у Європі тверду білу порцеляну при дворі саксонського імператора Августа, а перша мануфактура була заснована в Майсені у 1710 році (Німеччина).
Еренфрід Вальтер Чирнгауз — німецький філософ, математик. Чірнгауз проводив дослідження в області оптики. Він удосконалив виробництво скла і заснував декілька скляних заводів в Саксонії. Саме Чирнгауз був винахідником європейської білої порцеляни, але після його смерті в 1708 році лаври дістались його учню — Йоганну Беттгеру, який продовжив справу вчителя.
Йоганн Фрідріх Беттгер — німецький алхімік і фальшивомонетник. Вчився на аптекаря в Берліні. Став першим керівником порцелянового заводу в місті Майсен, заснованому незабаром після блискучого відкриття. У 1706 році відкрив власну формулу твердої порцеляни. Спроба Беттгера продати секрет виготовлення порцеляни королю Пруссії закінчилась ув'язненням. У в'язниці Беттгер і помер.
Саксонська порцелянова мануфактура протягом п'ятдесяти років не знала собі рівних. Своєю славою майсенська порцеляна багато в чому завдячує чудовому художнику Йогану Герольдту, який створив надзвичайний декор із квітів, що здавались живими, а також видатному скульптору Йогану Кендлеру, який був відомий своєю дрібною пластикою в стилі рококо.
Фірмовий знак майсенської порцеляни — схрещені блакитні лицарські мечі — відомий уже триста років. Досі, практично не змінюючи технології, на знаменитій мануфактурі виконують ручний виливок і ручний розпис.
Секрет порцеляни недовго залишався в стінах Майсена. В усій Європі вчені працювали над розгадкою секретів. Центр порцелянового виробництва переміщується до Відня та Венеції, де відкриваються порцелянові фабрики, кожна зі своїм власним стилем. Поступово в усій Європі почали з'являтися нові порцелянові фабрики. Берлінський, Севрський, Віденський заводи робили чудову порцеляну, поступово витісняючи з європейського ринку своїх китайських і японських конкурентів.

### Франція
У період бурхливого розвитку бароко, в другій половині XVII століття численний посуд з «м'якої порцеляни» стали виготовляти у Франції. Поклади каоліну, що відкрили неподалік Севру, дали початок виробництву французької порцеляни (1756. рік). Севрська порцелянова мануфактура протягом століття випускала лише «м'яку порцеляну».

### Англія

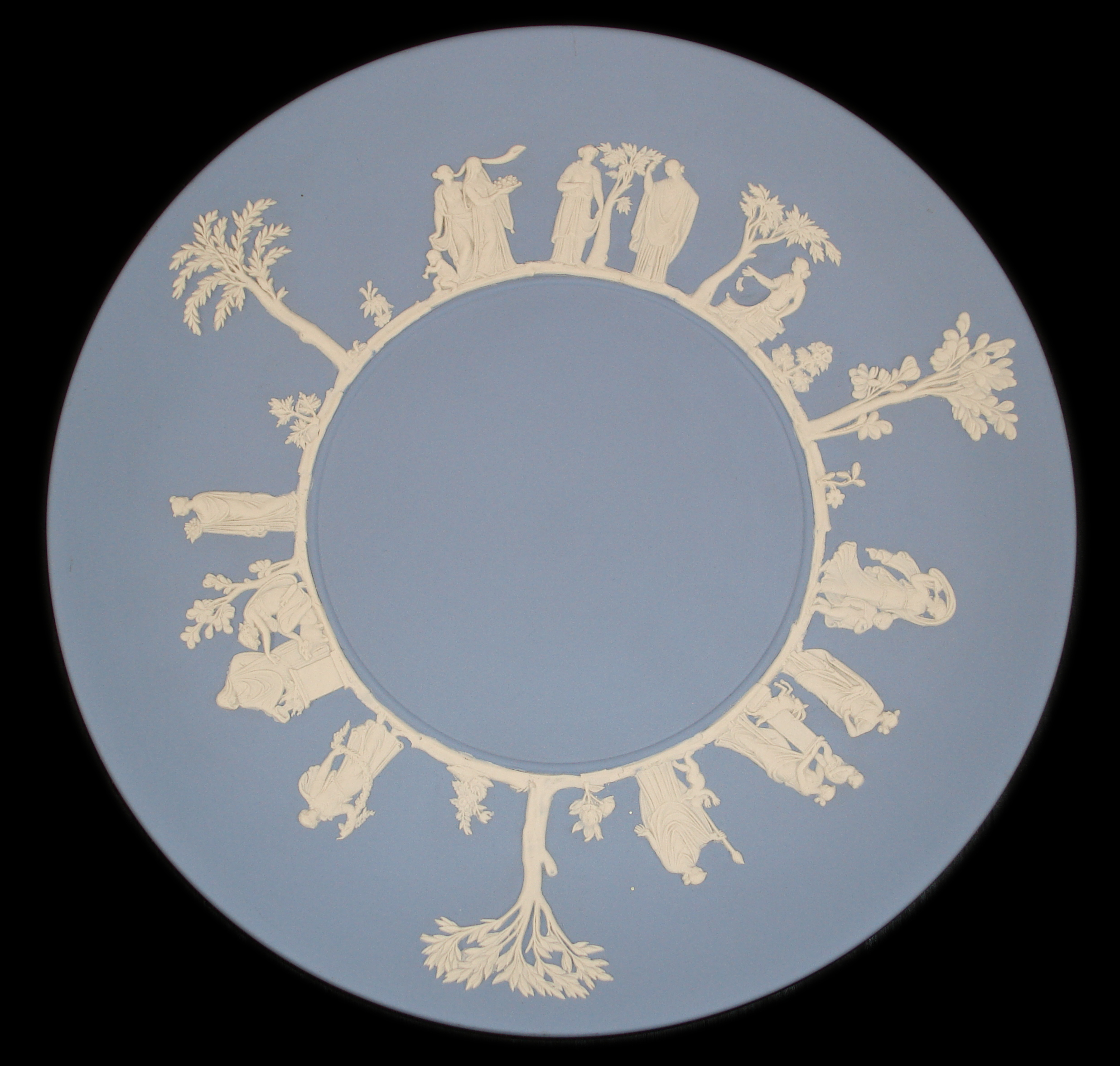
Зразок кераміки Веджвуда

Англійська порцеляна XVIII століття також отримала світове визнання. За числом керамічних фабрик Англія в той час впевнено посідала перше місце в Європі. На відміну від континентальних фабрик, що перебували під фінансовим патронажем королівських сімей чи вельможних осіб, англійські підприємства діяли на комерційній основі. Справжня порцеляна була винайдена в Англії досить пізно, розповсюджені були вироби з різних видів кам'яної маси. На початку XIX століття на підприємстві в Стоук-он-Трент Споудом була винайдена кісткова порцеляна, що частково складається з прожарених і подрібнених на порошок кісток великої рогатої худоби. Далі, як гриби після дощу, почали рости порцелянові фабрики в Іспанії, Данії, Швеції, Голландії, Бельгії, Швейцарії, Чехії, Австрії, Угорщині. Найближчим конкурентом Споуда стала порцеляна фабрики Мінтона. Порцеляну в Британії виготовляли заводи Бау, Челсі, Вустера, Дербі тощо.
Визнання в Європі отримала і порцелянова фірма Джозая Веджвуда з сином заснована 1 травня 1759 року. Типовими зразками порцеляни Веджвуд були вироби з блакитним тлом, на який старанно наносили рельєфний декор білого кольору. Це була не зовсім порцеляна, бо не була напівпрозорою і мала іншу температуру випалення. Але вироби Веджвуда мали індивідуальність і причетність до нетипових витворів мистецтва.

### Російська імперія
У Російській імперії також працювали над порцеляновим секретом. В 1736 році в Німеччину були відправлені для навчання хімічним наукам найкращі московські студенти, серед яких були Дмитро Виноградов. Виноградов проходив навчання у Саксонії, де в той час зосередились найкращі майстри з виробництва порцеляни. В 1744 році він повернувся до Російської імперії. Того ж року в Санкт-Петербурзі була заснована «Порцелянова мануфактура», де через три роки Виноградов віднайшов спосіб отримання твердої порцеляни з місцевих матеріалів.
Продукція першого періоду (приблизно до 1760 року) обмежувалася малими виробами, як правило майсенського зразка. Художнє піднесення порцелянового виробництва припало на царювання Катерини ІІ. Захоплення французькою культурою відбилося у формах і шляхетних декорах розкішного столового посуду.
З 1765 «Порцелянова мануфактура» стала називатись «Імператорським порцеляновим заводом». Підприємство випускало прості й витончені вази, сервізи, табакерки та інші вироби. З дня заснування завод працював для імператорського двору.
З царською мануфактурою змагався якістю товарів приватний порцеляновий завод шотландця Френсіса Гарднера, заснований 1754 року у Вербилках під Москвою. 1780 року його перевели у Твер, а 1891 року він переходить у власність Матвія Кузнєцова, який придбав декілька великих порцелянових фабрик на території Російської Імперії. Завод мав дуже широкий асортимент продукції, у тому числі і виготовлену для двору. Випускався столовий посуд з розписом переважно сіро- і ясно-зелених тонів у різноманітному поєднанні з червоним або ясно-жовтим. Багато зразків кузнєцовського і гарднерівського посуду потрапило до аристократичних домів Києва.

### Україна
В Україні вперше випуск порцеляни був організований наприкінці XVIII століття. Розвитку фаянсової й порцелянової справи сприяли великі поклади каоліну на Волині та Чернігівщині. У цих місцях і будувались заводи.

#### Корецька порцеляна

Корецька тарілка

Перша порцелянова мануфактура в Україні була сформована в 1784 році у володінні найбільшого магната Правобережжя Юрія Чарторийського на околиці Корецького замку. Виробництво виявилось вигідним. Першим директором фабрики став польський інженер Франтішек Франциск Мезер. У травні 1790 року Мезеру вдалося отримати вироби з місцевого матеріалу. Після Мезера фабрику очолив кераміст з Севрської порцелянової мануфактури — Шарль Меро. Завод успішно випускав посуд, аптекарське приладдя. В 1810 році після смерті Чарторийського становище погіршилося. Виробництво проіснувало до 1832 року.
Також в минулому були відомі й такі порцелянові заводи в Україні:
- Києво-Межигірський,
- Баранівський,
- Будиський
- Городницький,
- Волокитинський,
- Полонський.

Останній з названих був дуже відомим, але, на жаль, пропрацював 20 років і в 1861 році припинив виробництво. У радянський час випуск художньої порцеляни українськими заводами становив 30 % від всесоюзного. У наш час[коли?] успішно працюють такі заводи: Баранівський, Городницький, Коростенський та інші. Невеликий випуск налагоджено в Полтаві, Тернополі, Сумах. Останні заводи побудовані в 60-х роках. З кінця XX століття виробництво порцеляни стає все масовішим. На виробництві вводиться повна механізація.

### Японія
- Японська порцеляна[ru]

З японською порцеляною 300 років тому нас познайомили голландці. Ця порцеляна називалася «імарі». Якістю вона поступається китайській, та декор її значно багатший і розмаїтіший: крім фарб, які застосовували китайці, японці декорували порцеляну золотом.

## Матеріал, технологія
Класична Fine China — порцеляна з білою глиною-каоліном в основі. Порцеляна класу «люкс» — це Bone China, себто кістяна (винайдена 1796 року в Британії). Каолін у ній замінено фосфатом кальцію — подрібненими коров'ячими кістками.
Знамениті французькі марки порцеляни — севрська і лімозька — виробляються з лімозької білої глини без домішок фосфату кальцію і традиційно мають інші тавра.
Фахівці й досі сперечаються, що краще — тверда чи кісткова порцеляна. Об'єктивної оцінки досі не дав ніхто. Міцність і довговічність залежать лише від якості сировини, температурного режиму обпалу і майстерності кераміста.

## Якість виготовлення
Різницю між елітною та хорошою порцеляною помітно неозброєним оком. Елітна порцеляна надзвичайно біла і прозора настільки, що малюнок має просвічуватися на світлі. Також, справжня порцеляна навдивовижу міцна. Для перевірки якості порцеляни радять упіймати блискучою білою поверхнею (наприклад, серединою тарілки) сонячний зайчик, а потім уважно оглянути освітлену промінцем ділянку. Там, як у краплі води на світлі, відіб'ються всі сторонні тіла́. Таким чином, якісна порцелянова маса має бути абсолютно чистою, без найменших дефектів і вкраплень.
Дорога порцеляна — це порцеляна з абсолютно гладенькою блискучою поверхнею. У родоначальників порцелянового промислу китайців найціннішим вважався посуд ручної роботи з відбитками пальців автора. В Європі ж вироби навіть із мікронними відхиленнями визнають браком. На цінність сервізу вказує також якість декору, дорогі види оздоби (матове золото, рельєфи з золотом тощо) та, зрозуміло, марка.
Визначити неозброєним оком марку того чи іншого сервізу під силу хіба що професіоналові. А ось дотриматися етикету і принести задоволення господині дому не так важко: слід перевернути тарілку та, поглянувши на тавро, сказати, наче знавець: «Так я і думав, справжній Майсен (Веджвуд, Споуд)». Не виявити повагу у такий спосіб привітним господарям і досі вважається невиховано.

## Утилітарне значення
У XIII столітті європейські ювеліри вставляли китайську порцеляну в оправу і нарівні з іншими коштовними предметами зберігали в церковних, монастирських і дворянських скарбницях. Цінуються також вироби з твердої порцеляни серед дворів шейхів тощо, бо за законами мусульманства та юдаїзму посуд з кісткової порцеляни (тобто з тваринного матеріалу) використовувати для вживання їжі не можна.

## Колекціонування, дослідження. Музейні збереження
- Музей порцеляни у Кускові.
- Національний музей мистецтв імені Богдана та Варвари Ханенків в Києві експонує зразки сервізів, якими користувалося українське вище товариство в XIX столітті.